# Comuna Novomîkolaiivka, Bobrîneț
Novomîkolaiivka (în ucraineană Новомиколаївка) este o comună în raionul Bobrîneț, regiunea Kirovohrad, Ucraina, formată din satele Ciîhîrînske, Novomîkolaiivka (reședința) și Stepivka.

## Demografie
Componența lingvistică a comunei Novomîkolaiivka
     Ucraineană (95,98%)
     Română (2,46%)
     Rusă (1,12%)
     Alte limbi (0,45%)
Conform recensământului din 2001, majoritatea populației comunei Novomîkolaiivka era vorbitoare de ucraineană (95,98%), existând în minoritate și vorbitori de română (2,46%) și rusă (1,12%).